# Аврорин, Николай Александрович
Никола́й Алекса́ндрович Авро́рин (1906—1991) — советский геоботаник.

## Биография
Николай Аврорин родился 30 октября 1906 года в городе Тамбове. Учился на географическом факультете Ленинградского государственного университета, с 1930 года участвовал в ботанических экспедициях в Мурманской области. В 1931 году предложил проект создания самого северного в мире ботанического сада (ПАБСИ), на протяжении почти 30 лет был его первым директором.
Аврорин принимал участие в организации и осуществлении множества ботанических экспедиций в различные регионы мира.
Во время Великой Отечественной войны ботанический сад не был эвакуирован, и Аврорин занимался выращиванием лекарственных и пищевых растений для нужд Красной армии. Николаем Александровичем были открыты способы добычи из лишайников глюкозы и глюкозной патоки. После войны Н. А. Аврорин был награждён Орденом Красной Звезды и медалями.
В 1960 году Николай Александрович стал заведующим отделом «Ботанический сад» Ботанического института АН СССР в Ленинграде. При участии Аврорина был основан ботанический сад в Якутске.
Николай Александрович Аврорин скончался в Ленинграде 4 июня 1991 года. Похоронен на Комаровском кладбище.
Его сын, Аврорин Евгений Николаевич — академик РАН, физик, разработчик теоретических основ ядерно-взрывных устройств для мирного применения.

## Память
В 2002 году ПАБСИ было присвоено имя Н. А. Аврорина.

## Некоторые научные работы
- Аврорин Н. А. и др. Основной ассортимент озеленительных растений для Мурманской области / Н. А. Аврорин, Л. Н. Горюнова, Л. И. Качурина, Т. Г. Тамберг; Кольский филиал им. С. М. Кирова АН СССР. Полярно-альпийский ботан. сад. — Кировск, 1956. — 41 с.
- Аврорин Н. А. Переселение растений на Полярный Север: Эколого-географический анализ / АН СССР. Кольский филиал им. С. М. Кирова. Полярно-альпийский ботан. сад. — М.; Л.: Изд-во АН СССР, 1956. — 288 с. — 1500 экз.
- Флора Мурманской области. Вып. 1-5 / АН СССР. Кольский филиал им. С. М. Кирова. Полярно-альпийский ботан. сад. — М.; Л.: Изд-во АН СССР; Наука, 1953—1966.